# Liste der Gedenktafeln und Gedenksteine in Wien/Hernals
Diese Liste der Gedenktafeln und Gedenksteine in Wien/Hernals enthält die Gedenktafeln im öffentlichen Raum des 17. Wiener Gemeindebezirks Hernals. Eine Grundlage dieser Liste ist „Wien Kulturgut“, der digitale Kulturstadtplan der Stadt Wien, daneben das Wien Geschichte Wiki und Archivmeldungen der Rathauskorrespondenz.
Neben den wandgebundenen Gedenktafeln sind auch die von der Stadt Wien als Denkmäler klassifizierten Gedenksteine angeführt. Andere Denkmäler sowie Kunstwerke im öffentlichen Raum sind unter Liste der Kunstwerke im öffentlichen Raum in Wien/Hernals zu finden.
Erinnerungssteine sind in Stationen der Erinnerung in Hernals angeführt.

## Gedenktafeln und Gedenksteine
| Foto  |                 | Inschrift | Name                                                                                             | Typ         | Standort                                              | Beschreibung | Metadaten                                |
| ----- | --------------- | --- | ------------------------------------------------------------------------------------------------ | ----------- | ----------------------------------------------------- | --- | ---------------------------------------- |
| ja    | Datei hochladen | 1416 1474 Michael Beheim Meistersinger | Michael Beheim - Gedenktafel viennatouristguide                                                  | Gedenktafel | Beheimgasse 54 Standort                               | Gottfried Buchberger (1956) |                                          |
| ja    | Datei hochladen | Ernest Bevin 1881 – 1951 Ein wahrer Freund Österreichs förderte als Außenminister Groß- britanniens nach dem Zweiten Weltkrieg im besonderen Maße das Streben unseres Landes nach voller staatlicher Selbständigkeit | Ernest Bevin - Gedenktafel ID: 42080 viennatouristguide                                          | Gedenktafel | Andergasse 12 Standort                                | Mario Petrucci, Gedenkstein mit Reliefportrait für Ernest Bevin (1964) |                                          |
| ja    | Datei hochladen | Zur Erinnerung an drei prominente Wiener Fiaker 1840 - 1908 Karl Mayerhofer (Hungerl) Josef Bratfisch (Nockerl) Franz Reil (Schuster Franz) Stephan Schuch | Josef Bratfisch - Gedenktafel viennatouristguide                                                 | Gedenktafel | Lacknergasse 60 Standort                              | Stephan Schuch |                                          |
| ja    | Datei hochladen | Alexander Eifler Stabschef des Republikanischen Schutzbundes 1888–1945 | Alexander Eifler - Gedenktafel ID: 96510                                                         | Gedenktafel | Hernalser Hauptstraße 221 Standort                    | Stein (Marmor) (1950) | Standort: Eiflerhof                      |
| ja    | Datei hochladen | Komponist Edmund Eysler der Schöpfer unvergänglicher Operetten u. Wiener Weisen wurde in diesem Hause am 12. März 1874 geboren Gewidmet vom Hernalser Heimatmuseum 12. März 1949 | Edmund Eysler - Gedenktafel ID: 96518 viennatouristguide                                         | Gedenktafel | Thelemangasse 8 Standort                              | Anton Bienert, Stein (Marmor), Metall; Die ursprüngliche Gedenktafel wurde am 11. März 1934 enthüllt, gewidmet und errichtet vom Klub der Alten Wiener. Die heutige Tafel wurde am 12. März 1949 enthüllt. (1934/1949) |                                          |
| BW    | Datei hochladen | Hier stand das Haus, in dem der unvergessene Wienerliedkomponist Karl Föderl von 1921-1953 wirkte | Karl Föderl - Gedenktafel viennatouristguide                                                     | Gedenktafel | Ottakringer Straße 13 Standort                        | |                                          |
| BW    | Datei hochladen | Schulrat Emil Hofmann Wiener Heimatdichter und Jugendschriftsteller, wohnte in diesem Hause in den Jahren 1892 bis 1908 und im Nebenhause Nr. 37, bis zu seinem am 27.5.1927 erfolgten Tode. Das Hernalser Bezirksmuseum. | Emil Hofmann - Gedenktafel                                                                       | Gedenktafel | Jörgerstraße 39 Standort                              | |                                          |
| ja    | Datei hochladen | Leo Holy Mitglied des republikanischen Schutzbundes und Vertrauens- mann der Sozialistischen Partei Österreichs. Geboren am 27. Oktober 1899, Gefallen am 13. Februar 1934 | Leopold Holy - Gedenktafel ID: 96505                                                             | Gedenktafel | Gräffergasse 5 Standort                               | Stein (Marmor) (1949) | Standort: Holyhof, Tafel in der Einfahrt |
| ja    | Datei hochladen | Für ein freies demokratisches Österreich fiel hier am 13. Februar 1934 Genosse Leopold Holy Seinem Gedenken die ehemaligen Schutzbundkämpfer in der K.P.Ö. Hernals. | Leopold Holy - Gedenktafel ID: 96508                                                             | Gedenktafel | Hernalser Hauptstraße 190-192 Standort                | Stein (Marmor) (1947) | Standort: Türkenritthof                  |
| ja    | Datei hochladen | In diesem Haus wohnte 1946–1953 der große christliche Arbeiterführer Österreichs Leopold Kunschak 1871–1953 1892 Gründer des Christlichsozialen Arbeitervereines 1904–1934 Mitglied des Wiener Gemeinderates 1945 Obmann der österr. Volkspartei Vizebürgermeister der Stadt Wien 1945–1953 Präsident des Nationalrates Gewidmet 1981 vom Karl v. Vogelsanginstitut | Leopold Kunschak - Gedenktafel ID: 96502 viennatouristguide                                      | Gedenktafel | Bergsteiggasse 28 / Hernalser Hauptstraße 54 Standort | Stein (Marmor) (1981) |                                          |
| BW    | Datei hochladen | In dieser Hause erbaut 1869 von Baumeister Franz Kuntner 1802 – 1886 lebte, wirkte und starb Marie Seifert-Kuntner Konzert- und Oratoriensängerin geb. 12.3.1872 gest. 25.7.1950. Die letzte Mittlerin des heimatlichen Volksliedes. | Franz Kuntner und Marie Seifert-Kuntner - Gedenktafel                                            | Gedenktafel | Neuwaldeggerstraße 47 Standort                        | |                                          |
| ja    | Datei hochladen | Keine Angst Im Haus Kalvarienberggasse 56 verbrachte Hansi Lang, Sänger, Komponist und Schauspieler, 13.1.1955 - 24.8.2008 seine ersten Jahre. Mit bis heute legendären Songs wie "Keine Angst" und "Ich spiele Leben" wurde Hansi Lang in den 1980er Jahren zur Ikone der New Wave Generation, später auch als Theaterschauspieler hoch gelobt, mit Musikprojekten wie "The Slow Club" (2004&2008) und "Die Bucht von Wien" (2007) erneut erfolgreich, sowie 2006 mit dem Goldenen Verdienstzeichen des Landes Wien geehrt. "Man weiß nicht, wie viel Liebe man hat, bevor man sie verschenkt" HANSI LANG | Hansi Lang - Gedenktafel ID: 96513                                                               | Gedenktafel | Kalvarienberggasse 56 Standort                        | Metall (Niro) (um 2011) |                                          |
| ja    | Datei hochladen | Hans Leinkauf 1910 - 1974 Landtagsabgeordneter und Gemeinderat Bezirksparteiobmann der ÖVP Hernals Vizepräsident der Internationalen Vereinigung der Widerstandsbewegung | Hans Leinkauf - Gedenktafel ID: 74212 viennatouristguide                                         | Gedenktafel | Hans-Leinkauf-Platz Standort                          | Stein; errichtet vom Hernalser Kulturkreis, ÖVP Hernals (1999) | Standort: Bei der Straßenbahnhaltestelle |
| ja    | Datei hochladen | In diesem Haus kam der große Menschendarsteller Josef Meinrad 1913 – 1996 zur Welt und verbrachte hier Kindheit und Jugend | Josef Meinrad - Gedenktafel ID: 96504 viennatouristguide                                         | Gedenktafel | Ferchergasse 17 Standort                              | Stein (Granit) (1997/98) |                                          |
| ja    | Datei hochladen | In diesem Saal stand der Burgschauspieler und Ifflandringträger Josef Meinrad Geb. 1913 Gest. 1996 zum 1. Mal auf der Bühne. Gewidmet von der Marienpfarre und dem Hernalser Kulturkreis 1996 | Josef Meinrad - Gedenktafel                                                                      | Gedenktafel | Kulmgasse 35 Standort                                 | (1996) |                                          |
| ja    | Datei hochladen | In diesem Hause lebte und wirkte verdienstvoll EDUARD J. NIKL Zithermeister und Komponist, geboren am 1. März 1865 gestorben am 12. März 1922. Errichtet vom Oest. Zitherbund im Jahre 1923. | Eduard Nikl - Gedenktafel ID: 96507 viennatouristguide                                           | Gedenktafel | Hernalser Hauptstraße 110 Standort                    | Stein (Marmor) (1923) |                                          |
| ja    | Datei hochladen | Karl Panek Bezirksvorsteher 1949–1965 der sich um die Schaffung dieses Erholungsgebietes große Verdienste erworben hat. Bezirksvertretung Hernals | Karl Panek - Gedenktafel ID: 74128                                                               | Gedenktafel | Schlosspark Neuwaldegg, Waldegghofgasse 3-5. Standort | Findling mit Inschriftenplatte für den Bezirksvorsteher Karl Panek (1905–1976) | Standort: Bei der Wegkreuzung            |
| ja    | Datei hochladen | Haus des letzten Bürgermeisters von Dornbach Ferdinand Pasching 1832 - 1894 Nach ihm ist die Paschinggasse in Wien 17. Bezirk benannt | Ferdinand Pasching - Gedenktafel viennatouristguide                                              | Gedenktafel | Dornbacher Straße 89 Standort                         | |                                          |
| ja    | Datei hochladen | In diesem Hause wohnte der letzte Regimentskapellmeister des Wiener Infanterie Regiments „Hoch – und Deutschmeister Nr. 4“ Kapellmeister Professor Karl Pauspertl – Drachenthal Hier schuf er viele seiner unvergesslichen Kompositionen. Gewidmet v.d.Kameraden d. Vereines „Hoch – und Deutschmeister“ 23. Mai. 1970 | Karl Pauspertl-Drachenthal - Gedenktafel ID: 95656 viennatouristguide                            | Gedenktafel | Geblergasse 33 Standort                               | Stein (1970) |                                          |
|       | Datei hochladen | In diesem Hause wohnte Hofrat Dr. Karl A. von Portele 1912 – 1993 Initiator und langjähriger Direktor des pathologisch-anatomischen Bundesmuseums gewidmet von seiner Familie 27. September 2003 | Karl Alfons Portele - Gedenktafel                                                                | Gedenktafel | Promenadeweg 17                                       | (2003) |                                          |
| ja    | Datei hochladen | In dem früher an dieser Stelle stehenden Hause starb der heimische Dichter FERDINAND SAUTER am 30. Oktober 1854 an der Cholera. Mit ihm ging ein grosses Talent frühzeitig dahin. Errichtet zum 70. Todestage 30. Oktober 1924. | Ferdinand Sauter - Gedenktafel ID: 96506 Wien Kulturgut: 96506                                   | Gedenktafel | Hernalser Hauptstraße 100 Standort                    | Stein (Naturstein) (1924) | Standort: in der Einfahrt                |
| BW    | Datei hochladen | Dem erfolgreichen Sportler Karl Schäfer 1909 – 1976 Olympiasieger 1932, 1936 Weltmeister 1930, 1931, 1932, 1933, 1934, 1935, 1936 Europameister 1929, 1930, 1931, 1932, 1933, 1934, 1935, 1936 Gewidmet vom Bezirksvorsteher Robert Pfleger und dem Kulturverein „Liebenswertes Hernals“ anlässlich des ersten Karl Schäfer-Gedächtnislaufes | Karl Schäfer - Gedenktafel ID: 96516                                                             | Gedenktafel | Syringgasse Standort                                  | Stein (Marmor), Metall (Bronze) | Standort: ehem. Konsumgebäude            |
| ja BW | Datei hochladen | „Weanaliad, goldenes, brauchst di net kränken“ In diesem Hause wurde am 26. April 1892 Komponist Andreas Schindlauer geboren und starb daselbst am 30. Juli 1953 Hernalser Heimatmuseum Vereinigung Robert Posch | Andreas Schindlauer - Gedenktafel ID: 96514 viennatouristguide                                   | Gedenktafel | Mariengasse 7 Standort                                | Stein (Marmor) (1963) |                                          |
| ja    | Datei hochladen | Hier haben gelebt und geschaffen: der Erbauer des Wiener Rathauses Dombaumeister Friedrich v. Schmidt und die akad. Bildhauer Otto Jarl und Karin Jarl-Sakelarios Widmung des Hernalser Heimatmuseums 1960 | Friedrich Schmidt / Otto Jarl / Karin Jarl-Sakelarios - Gedenktafel ID: 96501 viennatouristguide | Gedenktafel | Andergasse 8 Standort                                 | Stein (Naturstein) (1960) |                                          |
| ja    | Datei hochladen | Johann Schrammel 1850 – 1893 Josef Schrammel 1852 – 1895 In diesem Hause starben die Komponisten Johann u. Josef Schrammel die Begründer des weltberühmten Schrammelquartetts Ihrer gedenkt die Gesellschaft zur Hebung u. Förderung der Wiener Volkskunst W. v. Hoofgartner 31. Mai 1931 | Johann und Josef Schrammel - Gedenktafel ID: 96512 viennatouristguide                            | Gedenktafel | Kalvarienberggasse 36 Standort                        | Stein (Marmor), Metall (Kupfer) (1931) |                                          |
| ja    | Datei hochladen | In diesem Hause wohnte im Sommer 1827 unser unvergesslicher Liederfürst Franz Schubert 1. Juli 1928 Dornbach-Neuwaldegger Sängerbund | Franz Schubert - Gedenktafel ID: 96503 viennatouristguide                                        | Gedenktafel | Dornbacherstraße 101 Standort                         | Stein (Marmor) (1928) |                                          |
| ja    | Datei hochladen | Franz Schubert In diesem Gotteshaus hörte der unsterbliche am 3. November 1828 die letzte Musik vor seinem Tode, das lateinische Requiem seines Bruders Ferdinand. Hernalser M. G. V. Biedersinn 1928, erneuert 1961 | Franz Schubert - Gedenktafel ID: 96515 viennatouristguide                                        | Gedenktafel | St.-Bartholomäus-Platz Standort                       | Carl Philipp, Stein (Granit), Metall (Kupfer) (1928/1961) | Standort: an der Kalvarienberg Kirche    |
| ja    | Datei hochladen | Zum Gedenken an Georg Terramare 2.12.1889 Wien 4.4.1948 La Paz Der berühmte Dichter und Regisseur verbrachte einen Teil seines Vor- exillebens im Hause Heuberggasse 10 | Georg Terramare - Gedenktafel ID: 96511                                                          | Gedenktafel | Heuberggasse 10 Standort                              | Metall (Stahl) (2005) | Standort: Kroatische Botschaft           |
| BW    | Datei hochladen | Josef V. v. Wöss wohnte und schuf hier von 1903 bis zu seinem Tode im Jahre 1943 Werke der geistlichen und weltlichen Musik Errichtet von der Wöss-Gemeinde zum 100. Geburtstag des Komponisten am 13. Juni 1963 | Josef Venantius von Wöss - Gedenktafel viennatouristguide                                        | Gedenktafel | Geblergasse 52 Standort                               | (1963) |                                          |

## Gedenktafeln für Ereignisse, Organisationen und Orte
| Foto |                 | Inschrift | Name                                                                          | Typ         | Standort                                                                                            | Beschreibung                                                                 | Metadaten               |
| ---- | --------------- | --- | ----------------------------------------------------------------------------- | ----------- | --------------------------------------------------------------------------------------------------- | ---------------------------------------------------------------------------- | ----------------------- |
| ja   | Datei hochladen | In diesem Haus befand sich von 1913 bis 1938 ein jüdisches Bethaus, das der nationalsozialistischen Gewaltherrschaft zum Opfer fiel. | Jüdisches Bethaus Thelemangasse - Gedenktafel ID: 96517                       | Gedenktafel | Thelemangasse 8 Standort                                                                            | Leopold Grausam, jun., Stein (Granit) (1995)                                 |                         |
| BW   | Datei hochladen | Dieser Hof führt seinen Namen nach dem Türkenritt, einem alten Hernalser Volksbrauch. Zur Erinnerung an die Befreiung Wiens von der Türkengefahr wurde alljährlich ein humoristischer Festzug veranstaltet als dessen Hauptperson ein türkischer Pascha au einem Esel ritt. Dieser Brauch hat sich bis zum Jahre 1783 erhalten.                  | Türkenritthof - Gedenktafel ID: 96509                                         | Gedenktafel | Hernalser Hauptstraße 190-192 Standort                                                              | Stein (Marmor)                                                               | Standort: Türkenritthof |
| ja   | Datei hochladen | Frisch gewagt, nicht lang gedacht! Fromm vertraut auf Gottes Macht! Froh des Lebens Strauß gepflückt! Frei dem Tod ins Aug' geblickt! Diesem Wahlspruch, deutsch und bieder, lebten und starben unsere Brüder. Ottokar Kernstock. ... Namen ... Der Deutsche Turnverein Dornbach—Neuwaldegg seinen Toten. 1914–1919 Errichtet im Brachmond, 1920 | Kriegerdenkmal des Turnerbundes für Gefallene des Ersten Weltkriegs ID: 74126 | Gedenktafel | Schlosspark Neuwaldegg, Waldegghofgasse 3-5. Schwarzenbergallee, beim Eingang Höhenstraße. Standort | Findling mit polierter Seite, auf der die Namen der Gefallenen stehen (1920) |                         |